# Ceriagrion corallinum
Ceriagrion corallinum är en trollsländeart som beskrevs av Campion 1914. Ceriagrion corallinum ingår i släktet Ceriagrion och familjen dammflicksländor. IUCN kategoriserar arten globalt som livskraftig. Inga underarter finns listade i Catalogue of Life.